# Alfreda i Bolesław Pietraszek
Antonina Alfreda z d. Kucharska i Bolesław Pietraszek (oboje zmarli 1 stycznia 1965 w Jabłonnie Lackiej) – Polacy uhonorowani przez Instytut Jad Waszem medalem Sprawiedliwy wśród Narodów Świata.
Antonina Alfreda otrzymała wykształcenie, znała cztery języki obce, w tym niemiecki. Pobrali się w 1920. Byli bezdzietnym małżeństwem.

Podczas II wojny światowej ukrywali w swoim majątku we wsi Czekanów pod Sokołowem Podlaskim 18 osób pochodzenia żydowskiego, które zbiegły z likwidowanego w Sokołowie getta i uniknęły deportacji do obozu w Treblince. Wśród ukrywających się był 4-letni wówczas Szaul Kopyto (mieszka w USA) oraz 1,5-letni Ben Cjon Sela (mieszka w Izraelu).

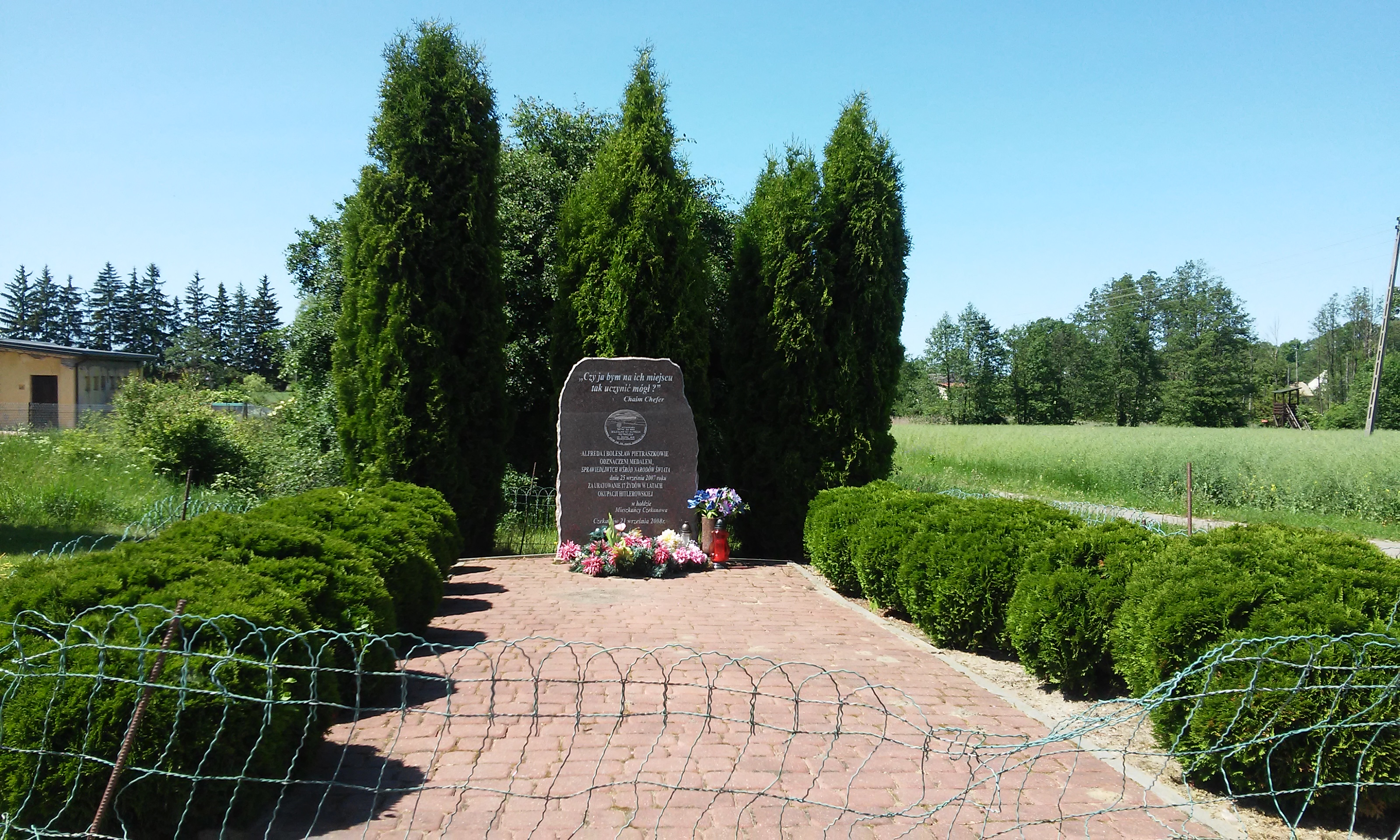
Pomnik małżeństwa Pietraszków w Czekanowie

Na kryjówki dla Żydów przeznaczono stodołę, stajnię, strych i piwnicę domu. Dla kamuflażu, Pietraszkowie posiłki zanosili w wiadrze. 17 ukrywających się doczekało końca wojny (jedno niemowlę zostało uciszone, by nie usłyszeli go będący wówczas w gospodarstwie Niemcy). Postanowili opuścić Polskę. Chcieli obdarować swoich wybawców zachowanymi kosztownościami, jednak ci odmówili przyjęcia tego daru. Ocaleni napisali więc list do Rady Państwa z prośbą o pozostawienie ziemi (100 ha) małżeństwu Pietraszków, którą miała im zabrać reforma rolna. Majątek jednak został rozparcelowany, a Pietraszkowie otrzymali 5,25 ha ziemi.
Pietraszkowie po wojnie przeżyli 27 napadów rabunkowych. W okolicy wiedziano, że przechowywali Żydów, więc spodziewano się znaleźć u nich złoto. Z tego powodu w późniejszym czasie przenieśli się do wsi Jabłonna Lacka, gdzie zmarli  prawie jednocześnie 1 stycznia 1965 w wielkim niedostatku.
10 grudnia 2006 małżeństwo Pietraszków zostało pośmiertnie uhonorowane odznaczeniem Sprawiedliwy wśród Narodów Świata. Podczas uroczystej ceremonii 25 września 2007 w Olsztynie w ich imieniu medal i dyplom honorowy odebrała najbliższa rodzina: Jolanta Okulicz-Kozaryn (młodsza córka siostry Bolesława – Sabiny) i Grażyna Panfil-Rogińska.